# باشگاه فوتبال کارترتون
باشگاه فوتبال کارترتون (به انگلیسی: Carterton Football Club) یک باشگاه فوتبال در شهر کارترتون، آکسفوردشایر، کشور انگلستان است که در سال ۱۹۲۲ میلادی تأسیس شده‌است.